# Agência Bolivariana para Atividades Espaciais

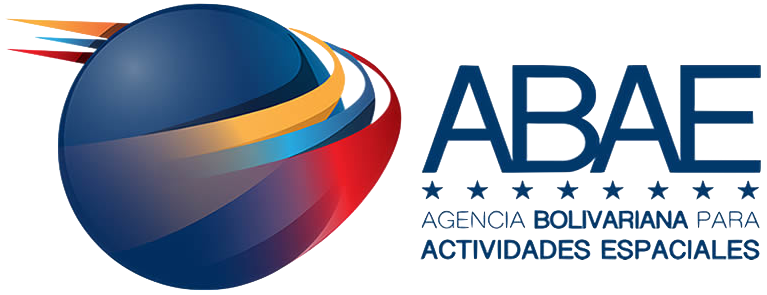
Logotipo da ABAE.

A Agência Bolivariana para Atividades Espaciais (ABAE) é uma agência do Ministério da Ciência, Tecnologia e Inovação (MCTI), responsável pela elaboração e execução das políticas do Executivo Nacional da Venezuela sobre o uso pacífico do espaço exterior. Originalmente designado Centro Espacial da Venezuela (CEV), criado em 28 de novembro de 2005. Mais tarde, as exigências aumentaram e a corporação foi rebatizada para Agência Bolivariana para Atividades Espaciais (ABAE). O objetivo da mesma é projetar, coordenar e executar as políticas do Executivo Nacional, relacionados ao uso pacífico do espaço exterior, e atuar como entidade descentralizada, especializada na indústria aeroespacial no país.
Desde a sua criação tem vindo a trabalhar no lançamento do primeiro satélite artificial Venezuela, o satélite Simon Bolívar (Venesat 1), que passou para a fase operacional em 29 de outubro de 2008 e do satélite de órbita de baixa altitude o Satélite Miranda (VRSS-1) em 29 setembro de 2012.